# Liotard (glaciär)
Liotard är en glaciär i Antarktis. Den ligger i Östantarktis. Frankrike gör anspråk på området. Liotard ligger 11 meter över havet.
Terrängen runt Liotard är platt åt nordost, men åt sydväst är den kuperad. Havet är nära Liotard åt nordost. Trakten är obefolkad. Det finns inga samhällen i närheten. 